# Anarmodia
Anarmodia é um gênero de mariposa pertencente à família Crambidae.